# اورخان اصلانف
اورخان اصلانف (ترکی آذربایجانی: Orxan Aslanov؛ زادهٔ ۲۴ مارس ۱۹۹۵) ورزشکار آذربایجانی رشتهٔ پرش طول تی-۱۳ است. وی دو بار در بازی‌های پارالمپیک تابستانی ۲۰۲۰ و بازی‌های پارالمپیک تابستانی ۲۰۲۴ قهرمان جهان و برنده دو مدال طلا شد.

## ورزش حرفه‌ای

### ۲۰۲۱
اورخان اصلانف در ماه اوت سال ۲۰۲۱ در بازی‌های پارالمپیک تابستانی ۲۰۲۰ در کشور ژاپن موفق شد با پرشی به میزان ۷٫۳۶ متر مدال طلا را به دست آورد.
به دستور الهام علی اف، رئیس جمهوری آذربایجان، به تاریخ ۶ سپتامبر سال ۲۰۲۱، از اورخان اصلانف در پاس دست‌آوردهایش در بازی‌های پارالمپیک تابستانی ۲۰۲۰ و خدماتش به ورزش آذربایجان با اعطای نشان برای خدمت به میهن درجه ۱ تقدیر به عمل آمد.

### ۲۰۲۴
اورخان اصلانف در بازی‌های پارالمپیک تابستانی ۲۰۲۴ در پاریس حضور و با پرشی به میزان ۷٫۲۹ به مقام قهرمانی دست یافت.
به دستور الهام علی اف، رئیس‌جمهوری آذربایجان، مورخ ۱۰ سپتامبر سال ۲۰۲۴، به اورخان اصلانف به خاطر قهرمانی‌اش در بازی‌های یاد شده جایزه ۲۰۰ هزار منات آذربایجانی و به مربی‌اش ۱۰۰ هزار منات آذربایجانی اهدا شد. علاوه بر این، ابر اساس همان فرمان، از اورخان اصلانف به اعطای نشان شهرت تقدیر شد.